# دبي الإنسانية
دبي الإنسانية "سابقاً المدينة العالمية للخدمات الإنسانية" (IHC) هي مركز عالمي غير ربحي للتأهب والاستجابة لحالات الطوارئ الإنسانية، أسسها محمد بن راشد آل مكتوم، عام 2003 من خلال دمج مدينة دبي للإغاثة ومدينة دبي الإنسانية.
ويشكّل أعضاء المدينة مجتمعاً يتألّف من وكالات تابعة للأمم المتحدة ومنظمات غير ربحية ومنظمات حكومية دولية بالإضافة إلى شركات تجارية. تستضيف الآن حوالي 85 منظمة عضوة، منها تسع وكالات تابعة للأمم المتحدة وأكثر من 58 منظمة غير حكومية و18 كيان تجاري تعمل جميعها في تقديم المساعدات في الأزمات ودعم التنمية الاقتصادية طويلة الأجل. يتراوح الأعضاء من الكيانات اللوجستية البحتة إلى المكاتب التعليمية والبحثية والإعلامية.

## موقعها
تتميز المدينة بموقع استراتيجي في دبي يسمح بإرسال الإغاثة سريعاً إلى مختلف أنحاء العالم. وفي العام 2011، ضاعفت المدينة حجمها ثلاث مرات وانتقلت إلى موقعها الحالي على بُعد 18 كلم من مطار آل مكتوم و 21 كلم من ميناء جبل علي، مما يتيح لأعضاء المدينة القدرة على نقل الشحنات من البحر إلى الجو في أقل من 10 دقائق.

## الأعضاء
تضم المنظمات الأعضاء أكثر من 300 موظف و 127,000 متر مربع من المستودعات والمكاتب والساحات ومرافق المؤتمرات والتدريب. لدى المدينة أيضًا مساحة مخصصة لاستضافة عمال الإغاثة الذين تم إجلاؤهم أثناء الصراع العنيف. يقوم الأعضاء بتخزين مجموعة واسعة من مواد الإغاثة الطارئة التي تتراوح من أجهزة تنقية المياه إلى المكاتب المحمولة إلى المركبات. تشكل معدات الاتصالات والأغذية المتخصصة والأدوية والخيام والبطانيات جزءًا كبيرًا من المخزون. من المستخدمين الرئيسيين، مستودع الأمم المتحدة للاستجابة الإنسانية - وهو مظلة لشبكة لوجستية تخدم منظمات الأمم المتحدة والمنظمات غير الحكومية.

## التاريخ
المنطقة حرّة مستقلّة إنسانيّة لا تبغي الربح. أسسها الشيخ محمد بن راشد آل مكتوم، نائب رئيس الدولة رئيس مجلس الوزراء حاكم دبي، رئيس مجلس الوزراء، أسّس دبي الإنسانية "سابقاً المدينة العالميّة للخدمات الإنسانية" في عام 2003 من خلال دمج مدينة دبي للإغاثة (DAC) ومدينة دبي الإنسانية (DHC).
ويرأس مجلس إدارتها محمد إبراهيم الشيباني بمرسوم صادر من الشيخ محمد بن راشد آل مكتوم عام 2023.

## مبادرات دبي الإنسانية الاستراتيجية
تتضمن مبادرات دبي الإنسانية الاستراتيجية:
- شبكة الأمان العالمية: ترسخ التعاون بين الدول المستضيفة للمراكز الإنسانية من خلال ربطها في بنك البيانات اللوجستية الإنسانية
- مركز المعرفة والتطوير: مرفق داخل مجمع مستودعات دبي الإنسانية يسمح بتبادل المعرفة عبر برامج متنوعة تعزز مهارات وخبرات العاملين في المجال الإنساني
- مبادرات توسيع الشراكات الرئيسية: يقوم برنامج الأغذية العالمي بتوسيع نطاق برنامجه العالمي وعمليات سلسلة التوريد، بدعم مباشر من حكومة دبي من خلال شراكته مع دبي الإنسانية.

## الخدمات والدعم
- توفر المدينة العالمية للخدمات الإنسانية العديد من الخدمات المتخصصة للمنظمات الأعضاء فيها لتسهيل عملياتها
- في عام 2023 بلغ عدد الدول المستفيدة من مساعدات دبي 118 دولة[7]
- بلغت قيمة المساعدات الإنسانية المرسلة منذ عام 2018 وحتى 2024 أكثر من715 مليون دولار[7]
- قام أعضاء المدينة بشراء وتخزين وشحن المساعدات لمواجهة النزاعات والكوارث الطبيعية في بلدان عديدة، منها سوريا وأفغانستان وباكستان وبنغلاديش وإندونيسيا وأثيوبيا وأوغندا.
- يتم شحن المساعدات إلى أماكن بعيدة مثل أمريكا اللاتينية، وقد تم إرسال المساعدات من دبي إلى هايتي بعد زلزال عام 2010 وإعصار إيرما عام 2017.

## بنك البيانات اللوجستية للخدمات الإنسانية
وهي منصة رقمية أطلقت في العام 2017 لتعزيز التأهب للحالات الطارئة وضمان وصول الدعم للمحتاجين بأسرع وقت ممكن، حيث توفر المنصة معلومات محدثة عن مخزونات المساعدات المتاحة في المراكز الإنسانية العالمية وتدفقها في دبي وإيطاليا وبنما، بدعم من سلطة الجمارك في كل دولة.

## الاستدامة
تعمل دبي الإنسانية على تأمين أفضل الحلول من أجل تقليل انبعاثات الكربون وتأمين الاستجابة الإنسانية المستدامة، حيث أن إدارة العمليات اللوجستية تعتبر عنصراً مهماً في مسار الاستدامة ويجب أن تراعي عمليات نقل المساعدات الإنسانية موقع البلد وموقع المركز الإنساني الأقرب إليها لتفادي عمليات الشحن الطويلة التي تزيد من البصمة الكربونية، بالإضافة إلى أن عمليات التغليف تستحوذ على 10% من وزن الشحن فضلاً عما تسببه من أعباء بيئية على الدولة المستفيدة ولذلك تعمل دبي الإنسانية على ابتكار حلول في التعبئة والتغليف، وعلى توفير معايير جديدة صديقة للبيئة للملاجئ والخيم والبطانيات وأدوات المطبخ.

## إمدادات الإغاثة لقطاع غزة
نقلت "دبي الإنسانية" إمدادات إغاثة عاجلة لقطاع غزة بلغ عددها 19 شحنة منذ أكتوبر 2023،وذلك لدعم المتضررين والنازحين.
وفي عام 2024 تم إرسال طائرة محملة بـ 71.6 طن من الإمدادات الطبية الأساسية مثل أدوية لعلاج الكوليراو معدات وأدوية الإغاثة الصحية. وتقدر قيمتها بنحو (1,037,560 دولار أميركي) مخصصة لأكثر من 300 ألف شخص من أهالي غزة.

## إمدادات الإغاثة للسودان
في عام 2024 تم إرسال طائرة شحن من طراز «بوينغ 747» من مطار آل مكتوم الدولي، محملة بـ90 طناً من المستلزمات الطبية والمواد الإغاثية المخصصة لدعم أكثر من 70 ألف سوداني حيث بلغت كُلفة الجسر الجوي الإغاثي (405 آلاف دولار)، تم تمويلها بالكامل من قبل صندوق الأثر الإنساني العالمي التابع لـ«دبي الإنسانية» والذي تم تخصيصه لدعم المهمات الإنسانية العاجلة من دبي إلى العالم.

## جوائز
- جائزة ستيفي الذهبية المرموقة ضمن جوائز ستيفي للتفوق التكنولوجي 2024 في فئة التكنولوجيا المتقدمة.[8]

## وصلات خارجية
- الموقع الرسمي